# Karelitski rajon
Karelitski rajon (belarusiska: Карэліцкі раён, ryska: Кореличский район) är ett distrikt i Belarus. Det ligger i voblasten Hrodna voblast, i den centrala delen av landet, 100 km sydväst om huvudstaden Minsk.